# Caskärrabias
Caskärrabias es un grupo de música Rock vallekano  fundado en 1995 que actualmente continua en activo.

## Historia
El grupo nace en el año 1995  como cuarteto compuesto por Kake Lago (guitarra y voz) Juanpe Lago (bajo), Juan Carlos Patón (guitarra) y Felipe Gambín  (batería). Kake había abandonado Boikot y posteriormente formó parte de Tobruk junto  a su hermano Juanpe y el resto de miembros militaban en bandas como Cocodrilos y Degüello. Ese mismo año, Caskärrabias participan y llegan a semifinales en el concurso de bandas de la mítica vallecana Sala Hebe y graban su maqueta homónima. 
El material tuvo un gran éxito entre el público a través del boca a boca, culminando con la grabación de su primer disco “Vamos a liarla”, que vio la luz en noviembre de 1996. El disco fue autoproducido y grabado en los estudios GO!, editado por el sello BKT. Este primer trabajo de estudio obtiene ya muy buenas críticas, destacando temas potentes como “Extrex” y  otros más intimistas como “Tocando fondo” y la canción que se convertiría con el paso del tiempo en uno de sus grandes himnos, “Madrid”. Cuenta con las colaboraciones de Alberto Pla (Boikot), Fernando “Trapa” (Matando Gratix), Julio González y Miguel “Chuky”.
El éxito del cuarteto de la mano del que por entonces era su mánager, Agustín Terrón Sánchez,  les lleva a girar por festivales y salas con grupos en auge, como Platero y Tú o Ska-P y son fichados por la compañía internacional Edel Music. En 1998 ve la luz su segundo larga duración, “Una Noche Cualquiera”. El material está compuesto por  10 temas y fue grabado en los Estudios Sonoland de Madrid en abril de 1998, producido por Paco Soto y Lola Román. Cuenta con las colaboraciones de F.LIPE (Ex –Tequila), Sergio Lavandera, Dayan Abad (Athanai), Kosta Vázquez (Boikot, Grass), Sergio Castillo y Ángela Alcañiz UK.   
Se editaron dos sencillos de este disco (“Perros” y una curiosa edición en CD transparente de “La Rosa Roja”) y se grabó un disco en directo que pretendía servir como promoción, “Radio”,  grabado en los estudios de Cadena Ser,  con seis temas acústicos y la colaboración de Kosta Vázquez (Boikot), Mohamed (Mägo de Oz),  Carlos (Raíces y Cogollos), Tocayo (Sin Tónica) y Maika a los coros. El directo incluye una versión del tema de Burning, “No es extraño que tú estés loca por mí”. 
Sin embargo, el desinterés de la compañía hizo que este directo no fuese publicado hasta enero de 2001, con un número escaso de copias que rápidamente fueron agotadas de las tiendas por sus seguidores.
Las tensiones con la compañía y la pugna por hacerse con la carta de libertad generaron una situación de incertidumbre y el abandono del grupo de Felipe y Juan Carlos (batería y guitarra). Pero los hermanos Lago no abandonaron en su tesón por sacar adelante la banda y se lanzaron a la incansable búsqueda de un batería probando por todo el circuito roquero madrileño.
Encontraron finalmente en Juanjo Concha a la persona idónea y buscaron una nueva discográfica para grabar en 2002 su tercer disco de estudio, “Psicotropía”, bajo el sello Avispa Music. En este LP incorporan ya el sonido del violín de la mano de David Rodríguez Mala Reputación y se compone de diez temas muy cuidados y de gran calidad poética y musical, como “Las hadas” y la afamada “La Huida”. Fue grabado en los Estudio M-20 de Madrid y en él colaboran además de David al violín, Ricardo Rodríguez (Rojo Omega), Roberto Tamayo “Wally” (posteriormente fundador de Motociclón), Trapa (Matando Gratix), José y David (Yaxtabien).  
De nuevo el trío cambia de compañía y ficha por Pies Records para sacar a la luz un brillante álbum, “Bastante”, en 2005. Para este álbum incorporan definitivamente a Maite Irigoyen como violinista y en él participan también Paco Laguna (Obús), Jhony Cifuentes y Eduardo Pinilla (Burning), J.Luis Jiménez y Lele Laína (Asfalto,  Topo), Bruno Fuentes (“Rey del Glam), Felipe Gambín (por entonces en Jinx) y J. Luis de Frutos “Tabarca” a la guitarra en “Pide un deseo”. Destaca especialmente, además del tema homónimo, una emotiva “Jueves 11”, sobre los Atentados del 11 de marzo de 2004.  Sorprende la versión de “Rey del Glam” de Alaska y también se incluye la una versión de Burning (“Tú y yo”).  El disco fue grabado en los estudios “El Cielo” de Madrid, bajo la producción de V.M. Arias.
A pesar de las excelentes críticas recibidas por su trabajo y la fidelidad de sus seguidores, la situación económica en general y del rock en particular hacen que, pese a contar con nuevos temas preparados, la banda no pueda editar su sexto y último trabajo de estudio hasta la fecha, “Aldente”, hasta febrero de 2012. Como en su primer LP, el grupo se ve obligado a autoproducir el disco, con ayuda de amigos y familiares y distribuirlo a través de su web y en los conciertos. Se trata de un disco más personal y emotivo, especialmente la canción que da título al disco. Encontramos una versión de la banda madrileña Asfalto.  Fue grabado en los estudios “Audio Rock” por José Vallekas “Tiri”. Hasta la fecha cuenta con dos Videoclips “Juega tu carta” y “Aldente”.  En el disco colaboran José Vallekas, Paco Reyes, Manolo Lorenzo, Bauti, David Fernández, Luis Calzada, Athanai Castro, Esther Lago y Manolo Arias. 
Actualmente la formación continua en activo, actuando tanto en eléctrico como en acústico, un formato con el que frecuentemente participan en pequeñas salas y actos solidarios y que goza de bastante éxito entre sus fieles seguidores y el público en general.
En 2015 editan con el sello Rock Estatal Records su primer Dvd en directo, "A Tu Salud", con motivo del vigésimo aniversario.

## Estilo
La música de Caskärrabias se engloba tradicionalmente en el denominado Rock Urbano, con influencias de grupos clásicos como Burning, (banda a la que dedican el tema “No te voy a Olvidar”), Asfalto y otras formaciones como Alarma. La banda  destacó desde sus principios por hacer un rock más elaborado y de letras muy cuidadas y peculiares, comparadas en ocasiones con grandes cantautores como Joaquín Sabina. 
La temática gira en torno al rock, la noche y los bares, el alcohol y las drogas, las mujeres, el amor y el desamor, la desazón y la decepción. Son frecuentes las alusiones a Vallecas, hablando de sus gentes y sus luchas. Sirva como ejemplo la canción “Sirena de Bulevar” que reza “Distrito amigo de lucha y Rockanrol, de gente consecuente….”.
Acompaña siempre al grupo su logotipo, un joker que ha ido adoptando distintas formas a lo largo de las sucesivas portadas, de burlón y desafiante en sus primeros discos a elegante, misterioso y sobrio en su último trabajo.

## Componentes

### Formación actual
- T.A. “Kake” Lago: Guitarra y voz
- Juan Pedro Lago: Bajo y coros
- Daniel Torres "Gatsu" Batería
- Maite Irigoyen: Violín

### Antiguos miembros
- Juan Carlos Patón: Guitarra
- Felipe Gambín: Batería
- Juan José Concha (Batería)

## Discografía
- 1996 - Vamos a liarla
- 1998 - Una noche cualquiera
- 2000 - Radio(Directo)
- 2002 - Psicotropía
- 2005 - Bastante
- 2012 - Aldente
- 2015 - A Tu Salud (Directo CD+DVD)